# Corbières (region winiarski)
AOC Corbières jest oficjalnie klasyfikowanym regionem winiarskim w Langwedocji we Francji. Jego obszar w większości pokrywa się z górzystym regionem o tej samej nazwie, rozciągającymi się w departamentach Aude i Pireneje Wschodnie (fr. Pyrénées Orientales). Oznaczenie pochodzenia Corbières uzyskało 24 grudnia 1985 status appellation d’origine contrôlée i obejmuje ok. 14 tys. ha upraw. W Corbières zdecydowanie przeważają czerwone wina. Część obszaru pokrywa się z apelacjami Fitou i Corbières-Boutenac.
Apelacja pod względem wielkości produkcji jest pierwszą w Langwedocji i czwartą w całej Francji.

## Historia

### Starożytność i średniowiecze
Pierwsze ślady kultury winiarskiej w regionie sięgają II wieku p.n.e.; winorośl sprowadzili greccy handlarze, ale winogrodnictwo i produkcja wina nabrały znaczenia dopiero w czasach rzymskich.

Mnisi z opactwa w Fontfroide

W średniowieczu pojawiły się winnice klasztorne przy opactwach w Lagrasse, Caunes-Minervois, Fontfroide i Saint-Hilaire. Mnisi ulepszyli metody uprawy i produkcji wina. Uprawy były jednak niszczone w trakcie wojen, m.in. krucjaty przeciw albigensom i wojny stuletniej.

### Epoka nowożytna i współczesność
Wybudowany w roku 1681 Kanał Południowy (Canal du Midi) otworzył nowe możliwości winiarzom w Langwedocji, którzy zyskali możliwość łatwego transportu wina do Tuluzy, Bordeaux i Marsylii, a także eksportu. Obszar obsadzony winoroślą poszerzył się, a zyski z handlu pozwoliły rolnikom na inwestycje w lepsze narzędzia, a w konsekwencji zwiększenie plonów.
Rozwój winiarstwa został zatrzymany w drugiej połowie XIX wieku, podobnie jak w innych częściach Europy przez kilka gatunków pasożytniczych grzybów, a następnie epidemię filoksery. Po odbudowie upraw doszło do nadprodukcji wina pośledniej jakości. Trudne położenie winiarzy oraz ich pracowników najemnych doprowadziło w 1907 roku do buntu producentów wina. Ruch spółdzielczy w latach trzydziestych ponownie odrodził winiarstwo. Z czasem wytwórcy postawili na jakość, a nie ilość, co zostało dostrzeżone. Wino corbières zostało sklasyfikowane w 1951 jako VDQS (vin de qualité supérieure), a później, od 24 grudnia 1985 jako appellation d’origine contrôlée.

## Geografia

### Położenie
Apelacja jest położona we Francji, w regionie Langwedocja-Roussillon, w południowej części departamentu Aude, między Narbonne i Carcassonne, rzeką Aude i departamentem Pireneje Wschodnie.
Winifikacja może mieć miejsce także w kilku gminach sąsiedniego departamentu Pireneje Wschodnie (fr. Pyrénées-Orientales).

### Geologia
Gleby regionu Corbières są zróżnicowane i trudno jest podać wspólne cechy. Krzewy winorośli rosną na łupkach z paleozoiku, kredzie i piaskowcach z epoki mezozoicznej, glebie marglowej z trzeciorzędu i żwirowym podłożu aluwialnym naniesionym w czwartorzędzie.

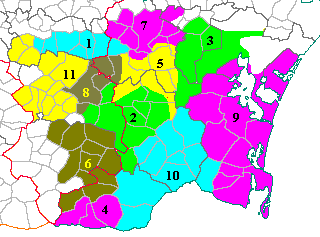
Mapa terroir regionu Corbières.

W obrębie regionu winiarskiego wyróżnia się jedenaście podstref, każda o innym terroir:
1. Vignoble de la Montagne d’Alaric
2. Saint-Victor
3. Fontfroide
4. Quéribus
5. Boutenac (od niedawna awansowany do rangi samodzielnej apelacji AOC Corbières-Boutenac)
6. Termenès
7. Lézignan
8. Lagrasse
9. Sigean
10. Durban
11. Serviès

### Klimat
Corbières leży w strefie klimatu śródziemnomorskiego, z ciepłym, słonecznym i suchym latem, opadami przypadającymi na trzy pozostałe pory roku oraz wiatrem tramontana.
Najbliżej terenu apelacji jest położona stacja meteorologiczna w Carcassonne. W okresie 1961–1990 notowano tam średnio:
| Miesiąc                                            | Sty  | Lut   | Mar   | Kwi   | Maj   | Cze   | Lip   | Sie   | Wrz   | Paź   | Lis   | Gru  | Roczna |
| -------------------------------------------------- | ---- | ----- | ----- | ----- | ----- | ----- | ----- | ----- | ----- | ----- | ----- | ---- | ------ |
| Średnie temperatury w dzień [°C]                   | +9.2 | +10.8 | +13.3 | +16.1 | +20.0 | +24.4 | +27.9 | +26.9 | +24.1 | +19.0 | +13.0 | +9.8 | +17,9  |
| Średnie dobowe temperatury [°C]                    | +5.9 | +7.2  | +9.1  | +11.7 | +15.3 | +19.1 | +22.1 | +21.5 | +19.0 | +14.8 | +9.6  | +6.7 | +13,5  |
| Średnie temperatury w nocy [°C]                    | +2.7 | +3.7  | +4.9  | +7.4  | +10.5 | +13.8 | +16.3 | +16.1 | +13.9 | +10.7 | +6.1  | +3.2 | +9,1   |
| Opady [mm]                                         | 67.3 | 67.7  | 64.8  | 71.5  | 62.3  | 43.0  | 29.1  | 43.2  | 46.1  | 74.0  | 56.7  | 69.4 | 695,1  |
| Źródło: www.infoclimat.fr: Carcassonne (1961-1990) |      |       |       |       |       |       |       |       |       |       |       |      |        |

Średnia liczba dni w roku z opadami powyżej 1 milimetra wynosi 92, najwięcej wiosną i jesienią. Deszcz w okresie marzec-kwiecień-maj jest korzystny dla winorośli – podnosi lustro wód podziemnych i pobudza wegetację. Jesienne deszcze mają jednak często charakter nawałnic i mogą niszczyć plony. Taka pogoda wymaga stosowania szczepów dobrze dostosowanych do miejscowych warunków i podkładek odpornych na długotrwały niedobór wody latem.
Liczba dni słonecznych w roku to 193 – 88 silnie i 113 słabo. Duża ilość słońca między lipcem a wrześniem sprzyja dobrej dojrzałości winogron.
W regionie Corbières wieje wiatr tramontana. Ten silny i porywisty wiatr wieje z zachodu i północnego zachodu, ochładza i osusza powietrze, przede wszystkim pod koniec zimy i wiosną. O ile tramontana zmniejsza ryzyko chorób roślin, to jej porywy mogą uszkodzić młode i niedostatecznie zabezpieczone pędy.
Winiarstwo jest najważniejszą z nielicznych gałęzi rolnictwa w tym nieurodzajnym regionie, a niektórych gminach wręcz jedyną spotykaną uprawą.

### Winnice
Produkcja roczna przekracza 550 tys. hektolitrów wina. Winogrona zbierane są z obszaru około 13 500 hektarów. Na wina czerwone przypada aż 95% produkcji, cechują się wielkim bogactwem kolorów i bukietów.

## Obszar apelacji

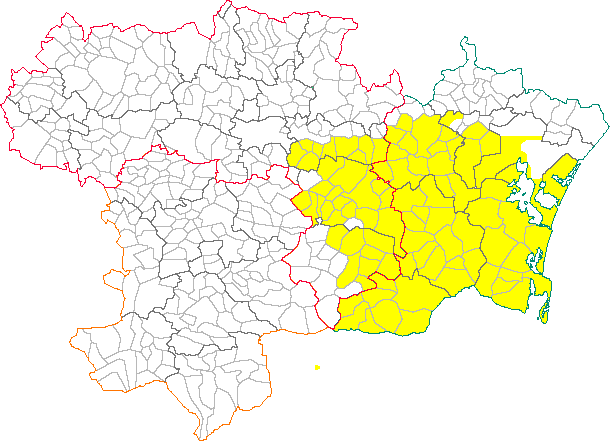
Obszar apelacji AOC Corbières (żółty).

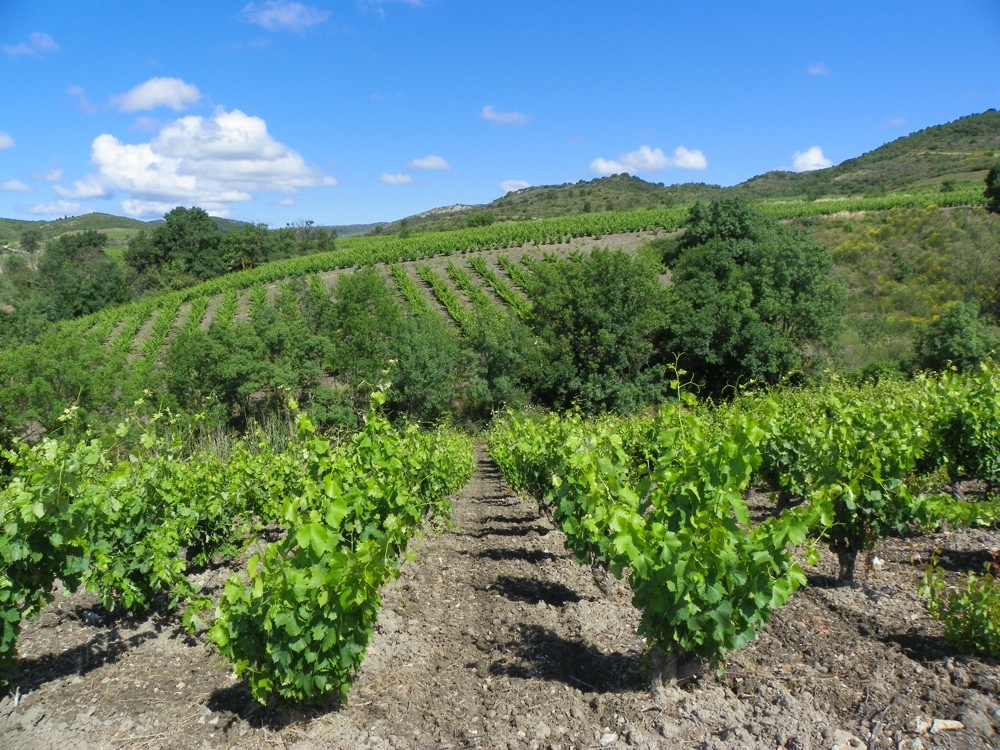
Winnice w pobliżu Cascastel (czerwiec 2010)

Lista gmin na obszarze apelacji AOC Corbières:
- Okręg Carcassonne
  - W kantonie Capendu gminy:
    - Barbaira, Capendu, Comigne, Douzens, Floure, Fontiès-d’Aude, Montirat, Monze, Moux,

  - W kantonie Lagrasse gminy:
    - Arquettes-en-Val, Caunettes-en-Val, Labastide-en-Val, Lagrasse, Mayronnes, Montlaur, Pradelles-en-Val, Ribaute, Rieux-en-Val, Saint-Pierre-des-Champs, Serviès-en-Val, Talairan, Taurize, Tournissan, Villar-en-Val i Villetritouls.

  - W kantonie Mouthoumet gminy:
    - Davejean, Dernacueillette, Félines-Termenès, Laroque-de-Fa, Palairac, Termes, Vignevieille i Villerouge-Termenès
- Okręg Narbona
  - W kantonie Narbonne-Zachód gminy:
    - Bizanet, Canet-d’Aude, Montredon-des-Corbières, Narbonne i Névian.

  - W kantonie Narbonne-Południe gmina Bages
  - W kantonie Coursan gmina Gruissan.
  - cały Kanton Sigean, czyli gminy:
    - Caves, Feuilla, Fitou, La Palme, Leucate, Peyriac-de-Mer, Port-la-Nouvelle, Portel-des-Corbières, Roquefort-des-Corbières, Sigean i Treilles.

  - cały Kanton Tuchan, czyli gminy:
    - Cucugnan, Duilhac-sous-Peyrepertuse, Maisons, Montgaillard, Padern, Paziols, Rouffiac-des-Corbières i Tuchan

  - cały Kanton Durban-Corbières:

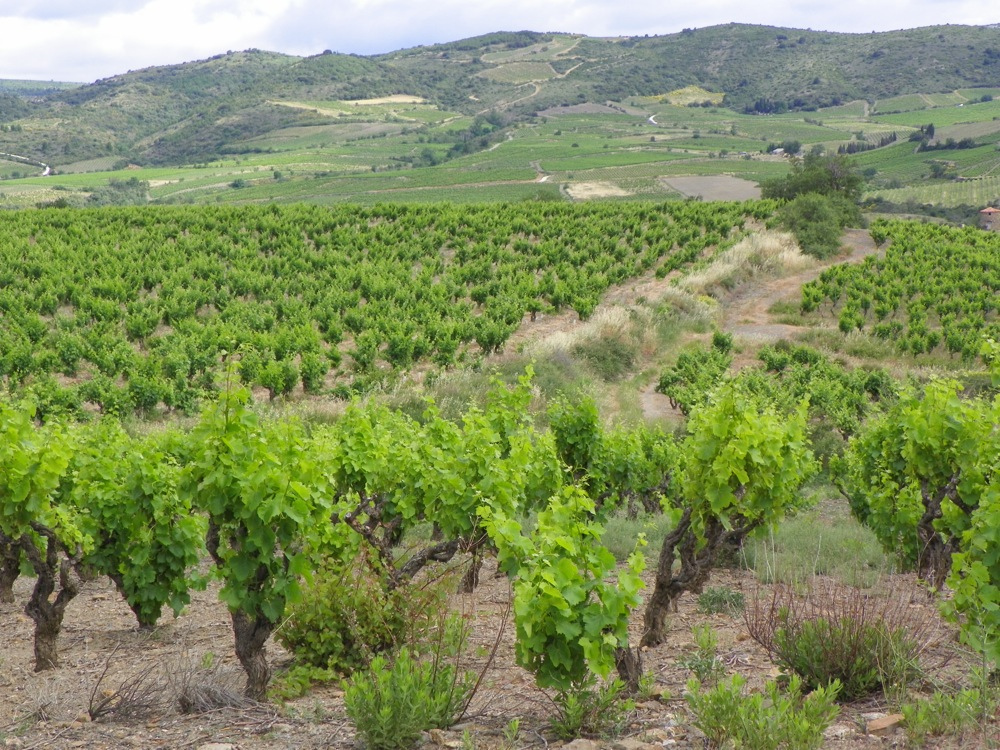
Winnice w Villeneuve-les-Corbières

- -     - Albas, Cascastel-des-Corbières, Coustouge, Durban-Corbières, Embres-et-Castelmaure, Fontjoncouse, Fraissé-des-Corbières, Jonquières, Quintillan, Saint-Jean-de-Barrou, Saint-Laurent-de-la-Cabrerisse, Thézan-des-Corbières, Villeneuve-les-Corbières et Villesèque-des-Corbières

  - W kantonie Lézignan-Corbières gminy:
    - Boutenac, Camplong-d’Aude, Conilhac-Corbières, Cruscades, Escales, Fabrezan, Ferrals-les-Corbières, Fontcouverte, Lézignan-Corbières, Luc-sur-Orbieu, Montbrun-des-Corbières, Montséret, Ornaisons, Saint-André-de-Roquelongue[11].

Warto zauważyć, że cała apelacja AOC Fitou może sprzedawać swoje wina również jako AOC Corbières. Ta sama zasada dotyczy nowo powstałego AOC Corbières-Boutenac. W praktyce producent, mając do wyboru więcej niż jedną apelację i spełnia narzucane przez nie warunki, wybiera tę ściślej określoną, o ile uważa ją za wystarczająco rozpoznawalną. Dlatego też wytwórca wina z Fitou w większości przypadków oznaczy swoje wino jako pochodzące z mniejszej i cieszącej się większą renomą apelacji AOC Fitou.

### Szczepy winorośli

#### Wina czerwone
Przepisy apelacji określają następujące szczepy jako podstawowe do produkcji wina czerwonego carignan, grenache noir, lledoner pelut, mourvèdre i syrah. Odmiany cinsault, grenache gris, picpoul noir i terret noir mogą uzupełniać mieszankę.
Zasady określające dopuszczalne proporcje winogron są skomplikowane. Wino musi składać się z przynajmniej dwóch odmian winogron. Szczepy podstawowe, nie licząc carignan, muszą stanowić minimum połowę moszczu. Udział szczepów uzupełniających i carignan (łącznie) nie może przekroczyć 50%. Cinsault nie może stanowić więcej niż 20% wina, a grenache gris – 10%.

#### Wina różowe
Prawo stanowi, że bazowymi szczepami do produkcji win różowych są: carignan, cinsault, grenache, lledoner pelut, mourvèdre, piquepoul noir i syrah. W skład kupażu mogą wchodzić także, jako szczepy uzupełniające: z odmian czerwonych terret noir, szarych grenache gris, a z białych bourboulenc, clairette, grenache blanc, macabeu, marsanne, muscat blanc à petits grains, piquepoul blanc, roussanne, terret blanc i vermentino.
Podobnie jak w przypadku win czerwonych, także wino różowe musi składać się z przynajmniej dwóch odmian winogron. Jeden lub więcej z czerwonych szczepów: grenache, lledoner pelut, mourvèdre, cinsault, picquepoul noir i syrah musi stanowić przynajmniej 25%, przy czym udział cinsault nie może przekroczyć 75%. Carignan, grenache gris i terret noir mogą stanowić najwyżej 50%, grenache gris 10%, a wszystkie białe szczepy uzupełniające łącznie nie więcej niż 10%.

#### Wina białe
Wina białe wytwarza się z winogron bourboulenc, grenache blanc, macabeu, marsanne, roussanne i vermentino (odmiany główne). Dopuszczalne są także clairette, muscat blanc à petits grains, piquepoul blanc i terret blanc.
Wino białe powinno w przynajmniej 90% składać się z odmian głównych. Nie ma wymagań co do ilości użytych odmian, tak więc białe wino AOC Corbières może składać się w 100% z winogron jednej tylko z odmian głównych.

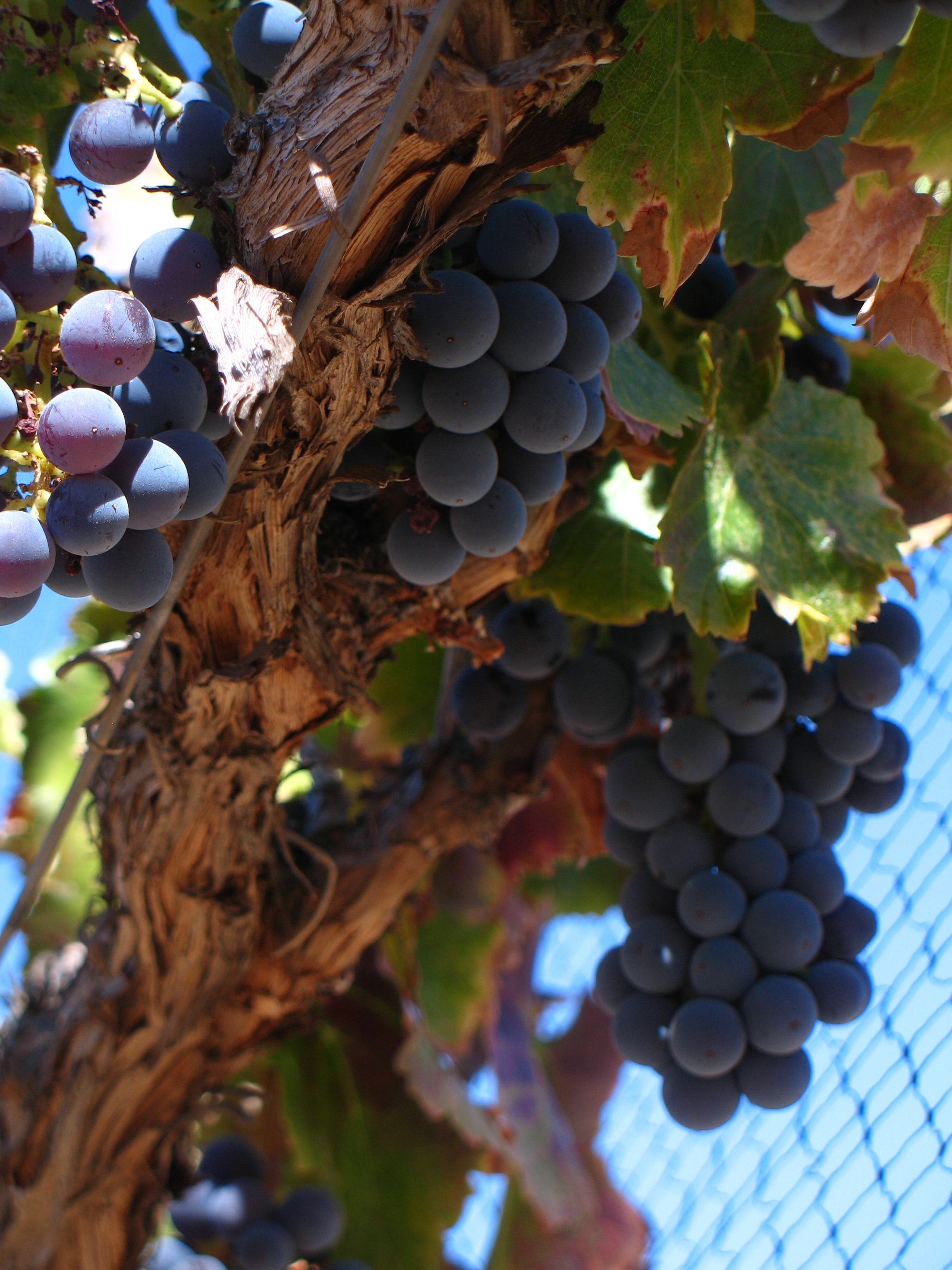
Grenache noir (cz.)
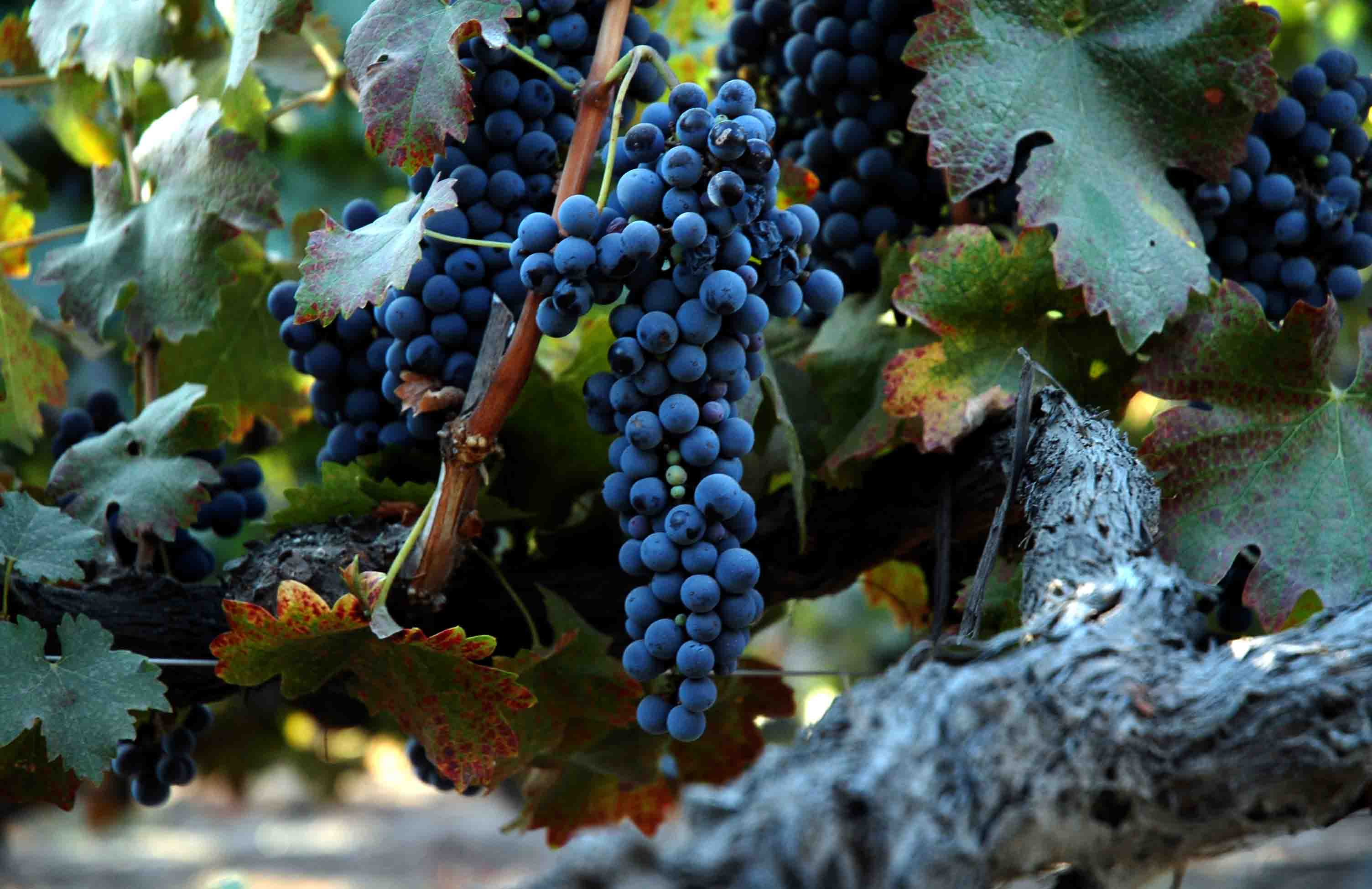
Syrah (cz.)
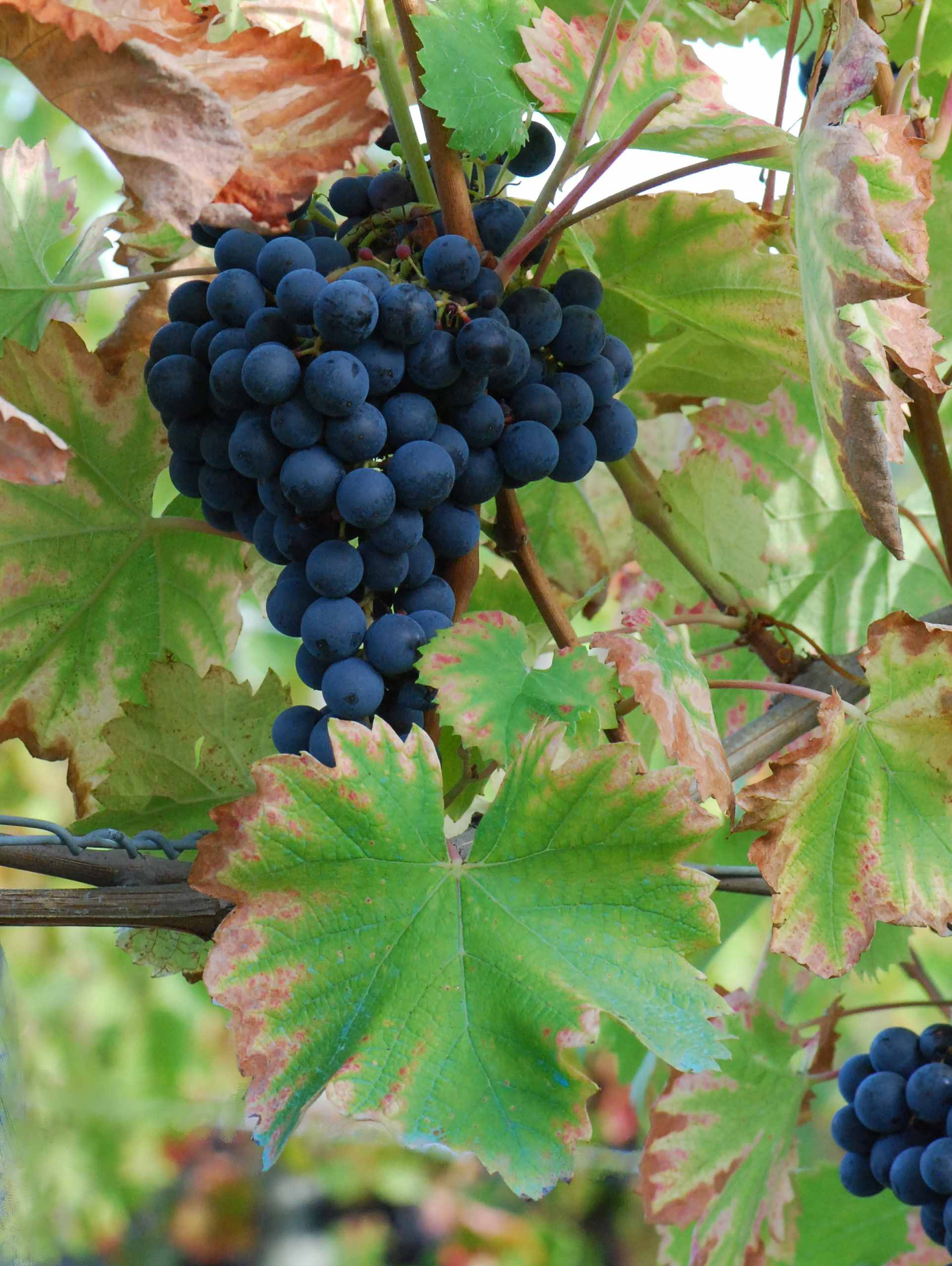
Mourvèdre (cz.)
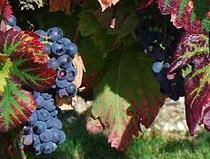
Carignan (cz.)
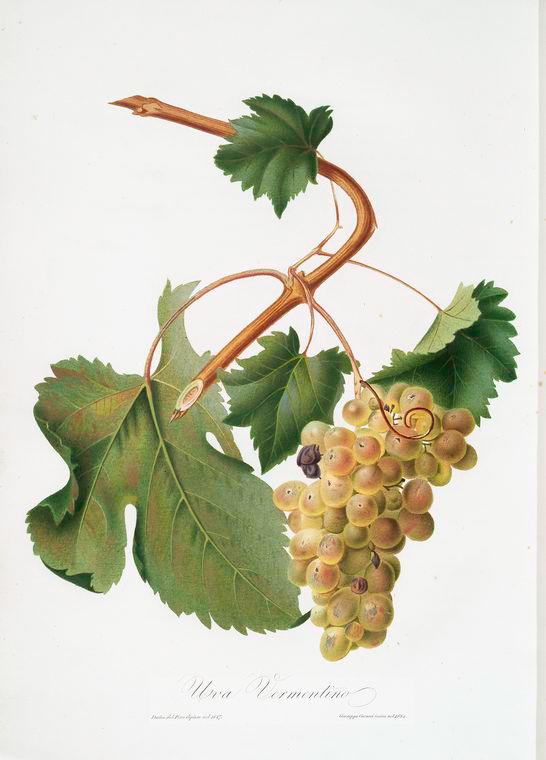
Vermentino (b.)
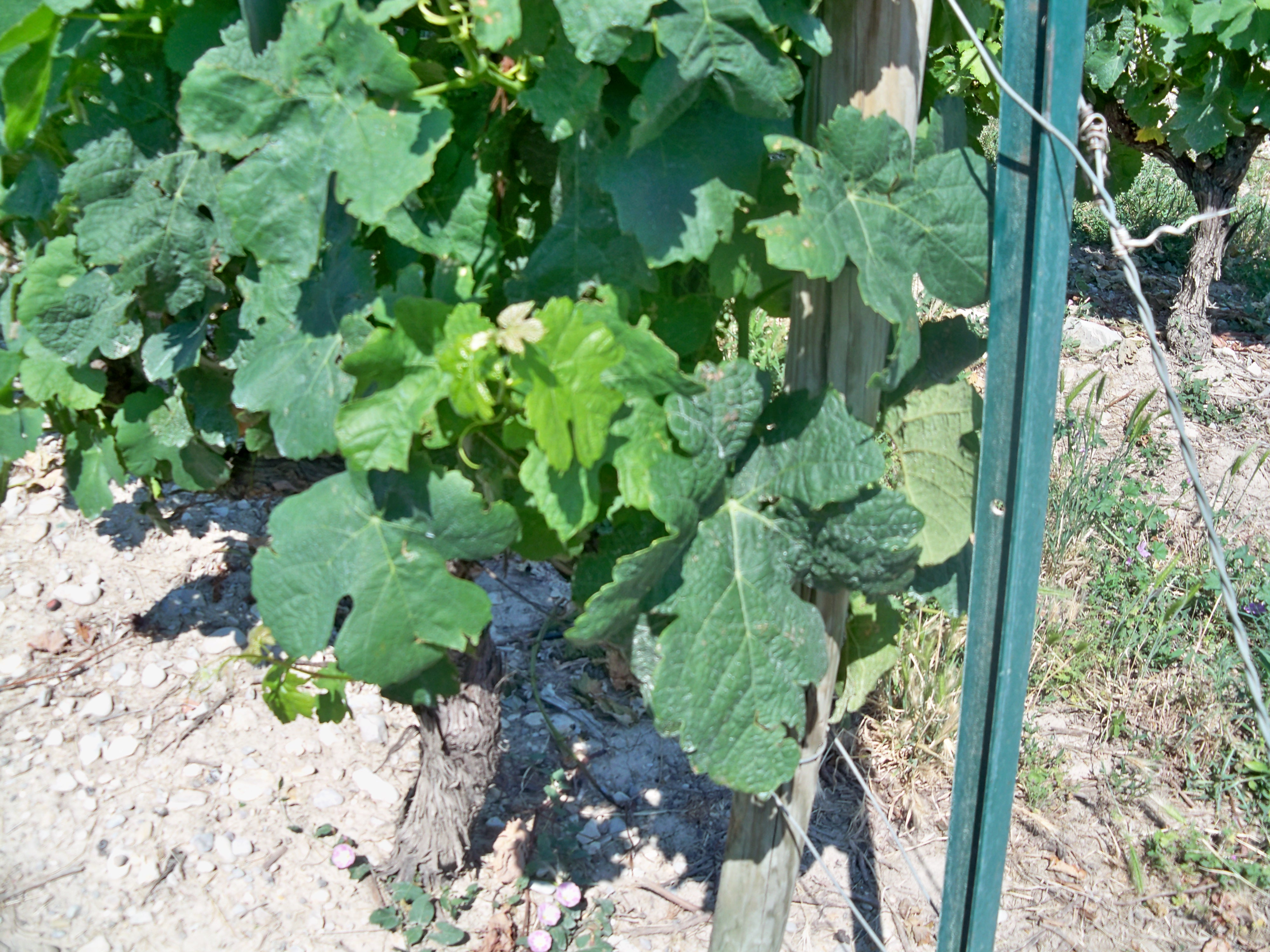
Marsanne (b.)

### Uprawa

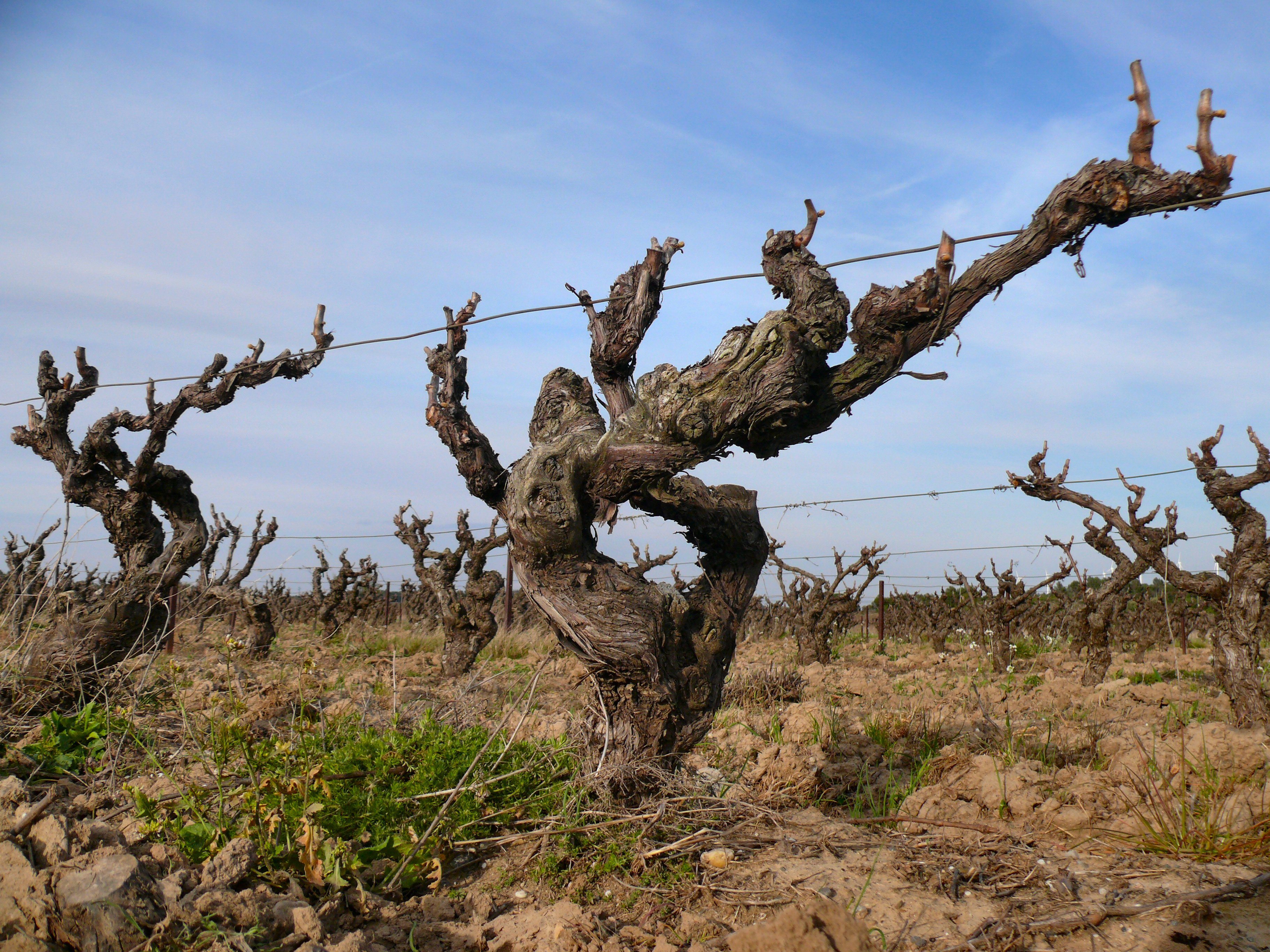
Stare krzewy winne w Montbrun-des-Corbières (kwiecień 2010).

Na jednym hektarze winnicy powinny znajdować się przynajmniej 4000 krzewów. To dużo mniej niż np. w winnicach Burgundii, niemniej ilość ta jest ograniczona przez dostępność wody w glebie. Od winogrodników wymaga się takiego utrzymania uprawy, by ilość krzewów obeschłych i nieowocujących nie przekraczała 20%, w przeciwnym razie organy nadzorujące obniżają dozwolny zbiór w danej winnicy.

### Nawadnianie
Nawadnienie jest zabronione od 1 maja aż do zbiorów. Dekret ustanawiający reguły apelacji Corbières określa możliwe wyjątki od tej reguły. I tak, nawadnianie można przeprowadzać tylko w przypadku skrajnej suszy, między 15 czerwca a 15 sierpnia, kiedy rozrastają się grona i zmieniają kolor (véraison). Zgodę wydaje lokalny organ zależny od INAO, na podstawie danych meteorologicznych i oceny stanu winorośli. Możliwe są kontrole prawidłowości nawadniania.

### Zbiór winogron
Winiarz może rozpocząć zbiór od momentu oficjalnego ogłoszenia tzw. ban des vendanges. Dojrzałość jest sprawdzana według poziomu cukru – musi osiągnąć przynajmniej 178 g/l (co odpowiada 11,5% alkoholu) w przypadku winogron białych i 198 g/l dla winogron na wino różowe i czerwone (poziom alkoholu 11,5% w winie różowym i 12,0% w czerwonym).
Winogrona zbierane są zwykle mechanicznie, ze względu na szybkość i redukcję kosztów.

## Wina

### Winifikacja i dojrzewanie

#### Winifikacja win białych
Po zbiorze grona są zwykle oddzielane od szypułek, a czasami także udeptywane dla pobudzenia wydzielania się soku. Kolejnym etapem jest mechaniczne wyciskanie moszczu i oddzielenie go od wytłoczyn – produktu ubocznego. Moszcz jest klarowany i filtrowany dla uniknięcia rozwoju niepożądanych aromatów, a następnie fermentowany w zbiornikach, z reguły w kontrolowanej temperaturze. Wino jest stabilizowane zanim rozpocznie się fermentacja jabłkowo-mlekowa.

#### Winifikacja win różowych
Wino różowe może być wytwarzane na dwa sposoby. Pierwszą z nich jest fermentacja soku wyciśniętego z moszczu z czerwonych winogron wkrótce po rozpoczęciu fermentacji (do kilku godzin). Sok nie zdąża wówczas nabrać jeszcze koloru, a odcień zależy od odmiany winorośli i czasu fermentacji.
Druga metoda opiera się na wyciskaniu zebranych winogron. Pierwszy sok jest bardzo jasny, podobny do białego wina i w miarę procesu wyciskania zabarwia się coraz bardziej, gdyż zdąża nabrać więcej barwników ze skórek. Mieszanie soków pozwala na uzyskanie pożądanej intensywności koloru. Ten sposób szczególnie dobrze nadaje się do odmian o mało intensywnej barwie, np. grenache gris, cinsault i, w mniejszym stopniu, grenache noir.
Uzyskany moszcz przetwarza się dalej podobnie, jak w przypadku wina białego.

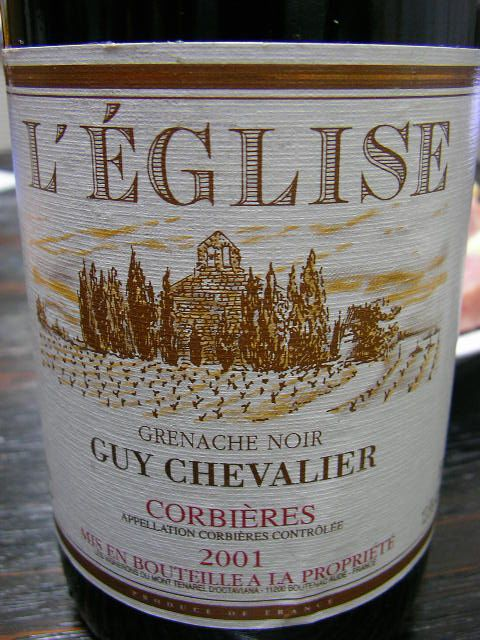
AOC Corbières Domaine Guy Chevalier
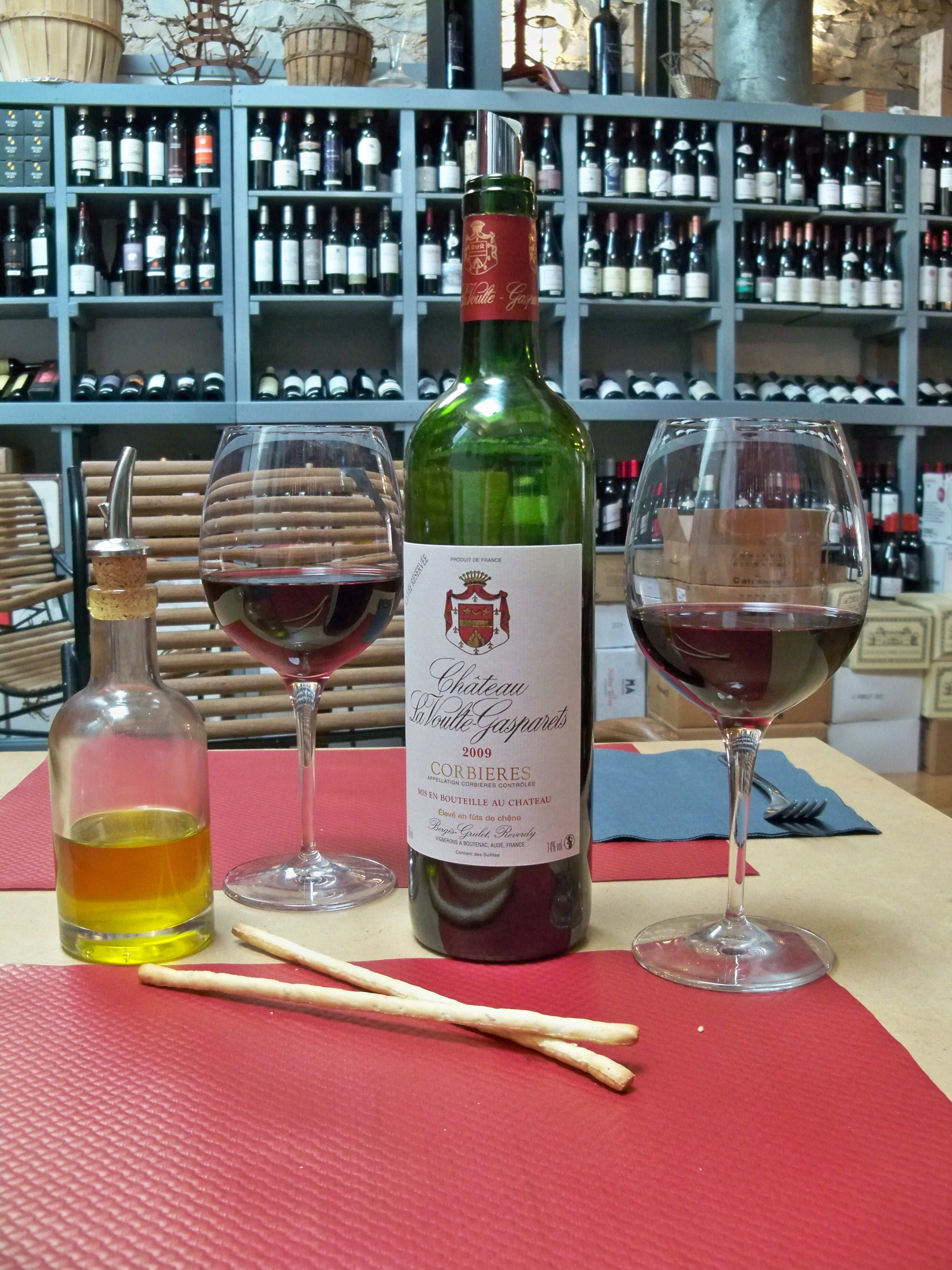
AOC Corbières Château La Voulte-Gasparets
AOC Corbières Domaine de Mandraou
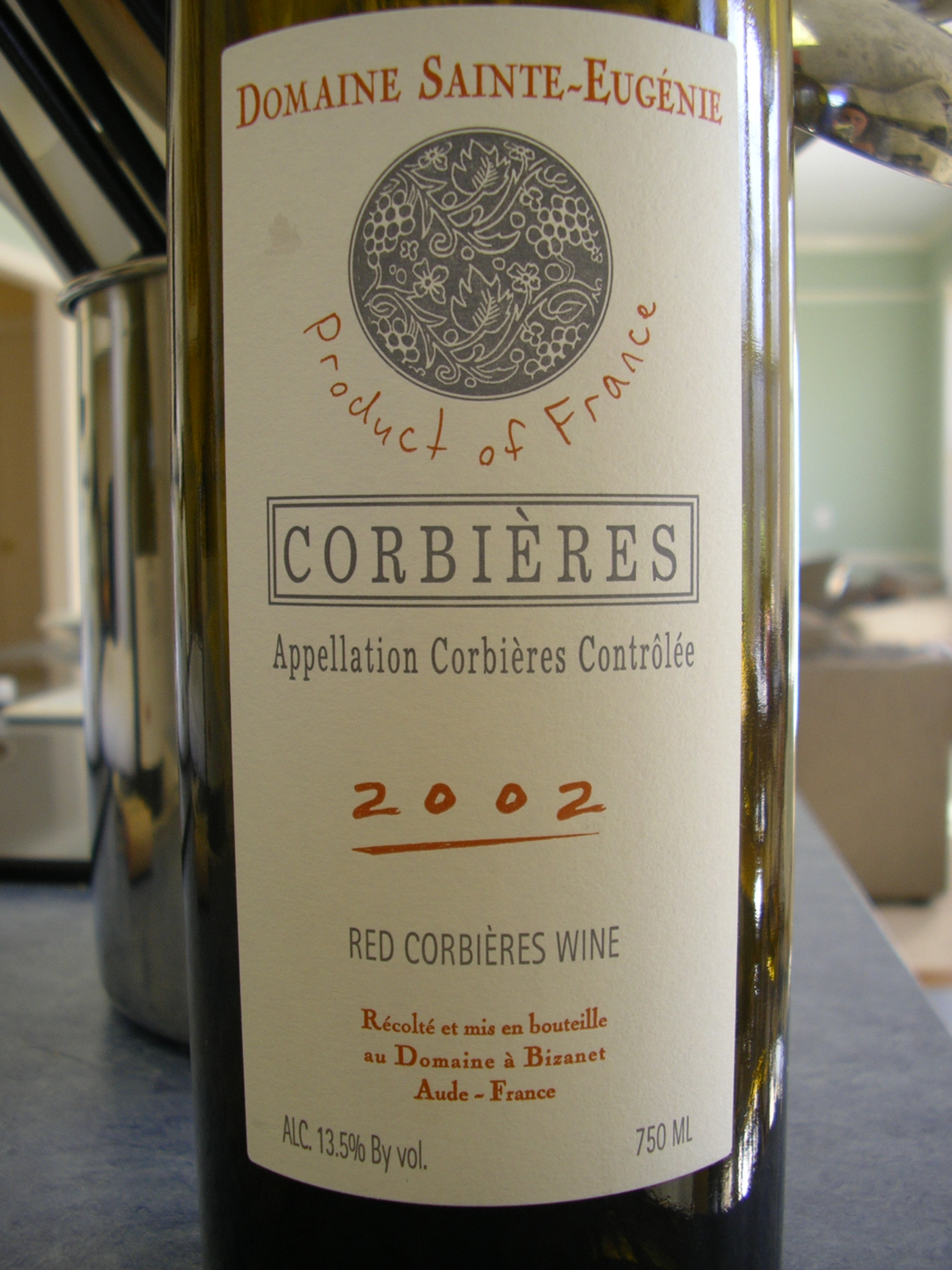
AOC Corbières Domaine Sainte-Eugénie

#### Winifikacja win czerwonych
Zebrane grona umieszcza się od razu w zbiornikach, w których będzie przebiegać fermentacja. Część z nich może być pozbawiona szypułek lub udeptana. Usuwanie szypułek jest coraz częściej spotykane.
Część zbiorów jest winifikowana z użyciem maceracji węglowej, która polega na „duszeniu” całych gron przy ograniczonym dostępie powietrza bądź w atmosferze dwutlenku węgla. Sok w gronach wchłania wtedy aromaty ze skórek. Na terenie apelacji jest to obowiązkowe dla odmiany carignan. Pozostałe odmiany mogą być macerowane tradycyjnie bądź z użyciem maceracji węglowej.
Po zakończeniu fermentacji alkoholowej wino jest zlewane. Wytłoki są tłoczone i oceniane pod względem jakość. Winiarz decyduje, czy wino wolnopłynące zmieszać z częścią, czy też całym wytłoczonym winem. Zmieszane wino jest klarowane i przelewane do zbiorników, w których przejdzie fermentację jabłkowo-mlekową, sprzyjającą zaokrągleniu smaku.
Wino dojrzewa przez kilka miesięcy lub dłużej. W zależności od decyzji wytwórcy i klasy produktu dojrzewanie może przebiegać w zwykłych zbiornikach, w małych dębowych beczkach barrique bądź w klasycznych dużych.

### Normy jakościowe

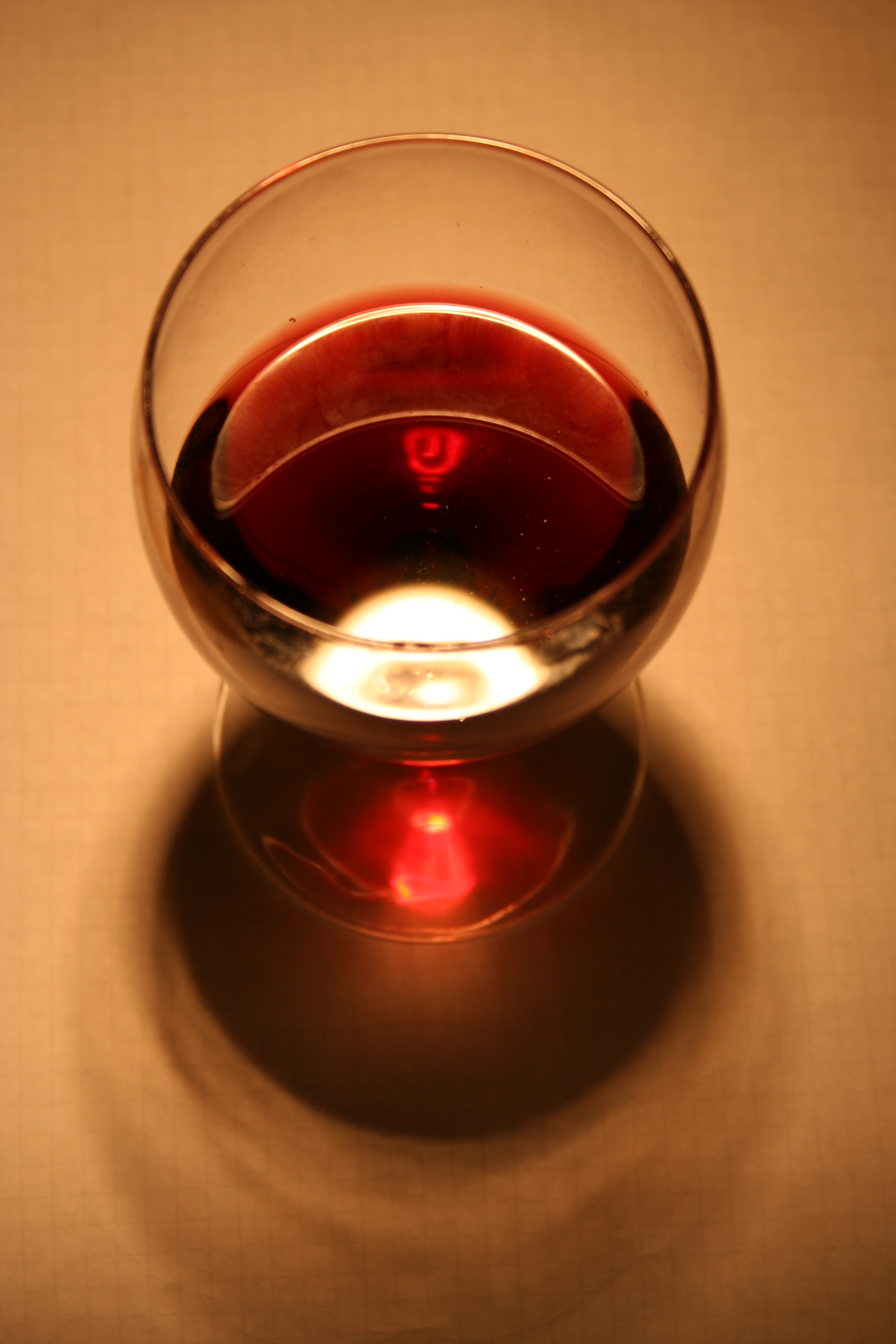
Kieliszek czerwonego wina corbières

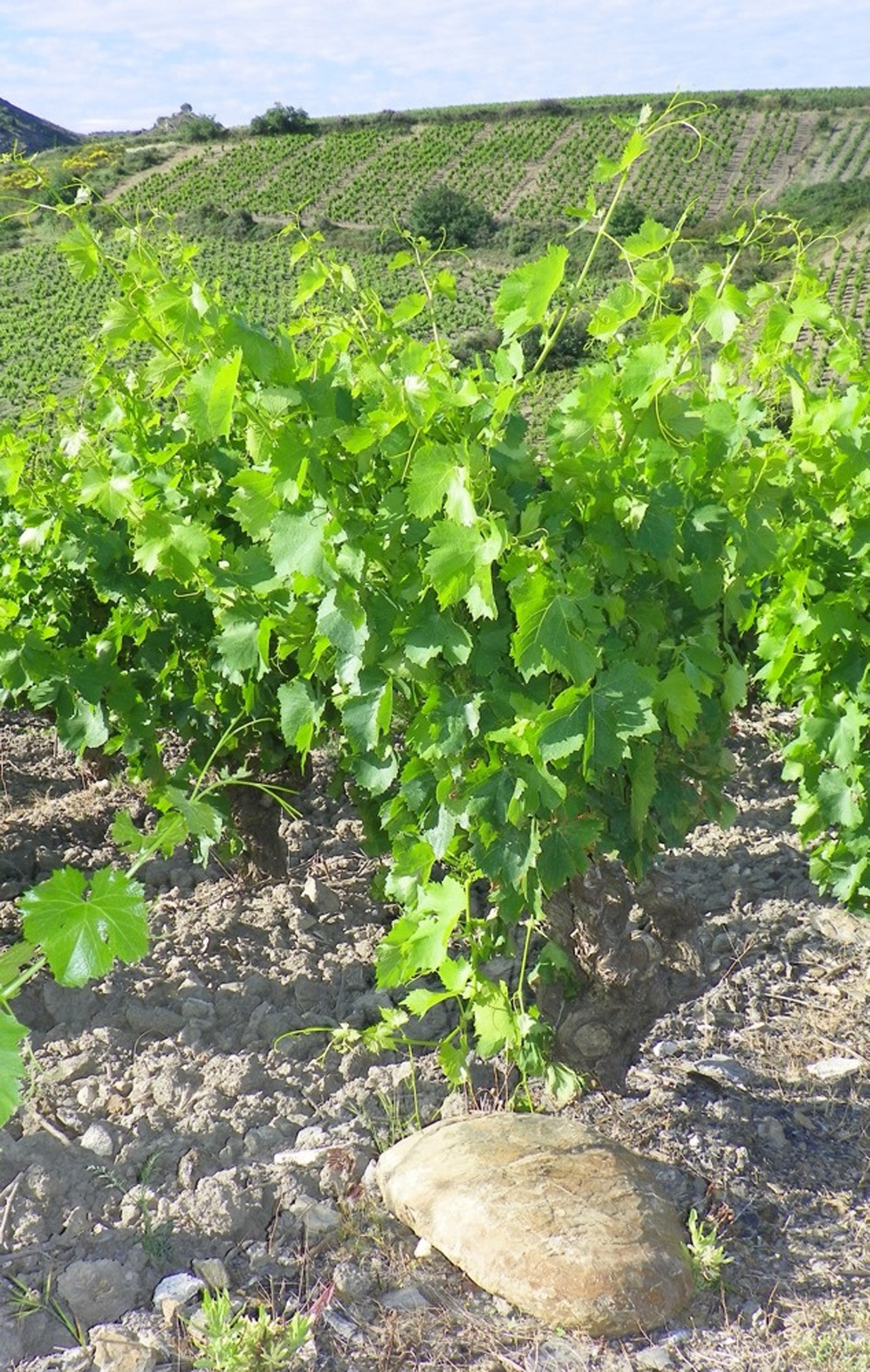
Uprawa w Villeneuve-les-Corbières

Obowiązkowa jest maceracja węglowa odmiany carignan, głównej odmiany dla win czerwonych. Po zakończeniu fermentacji alkoholowej łączny poziom cukru resztkowego, czyli niesfermentowanej glukozy i fruktozy nie może przekroczyć trzech gramów na litr, a w przypadku win o poziomie alkoholu powyżej 14% – czterech gramów.
Wino czerwone musi obowiązkowo przejść fermentację jabłkowo-mlekową, aby zostało dopuszczone do sprzedaży. Poziom kwasu jabłkowego musi być nie większy niż 0,4 g/l. Minimalny poziom alkoholu powinien wynosić 11,5%.
Wino białe i różowe nie może zawierać więcej niż 4 g/l cukru resztkowego. Ten gram więcej, w porównaniu do wina czerwonego, jest niezauważalny pod względem słodkości wina, ale zmienia inne odczucia smakowe – smak jest bardziej zaokrąglony i pełniejszy. Minimalny poziom alkoholu to 11,0%.

### Kulinaria
|  |  |

Wino corbières jest tradycyjnie łączone z szerokim wachlarzem potraw:
przystawkiwędliny, szynka, kaszanka, andouille,
ptactwo łownebażant, gołąb, bekas, przepiórka, kaczka,
mięsaduszona dziczyzna (jeleń, dzik, zając, królik), coq au vin (tradycyjna potrawa francuska – kogut duszony w winie), jagnięcina, cielęcina i wołowina, przyrządzana na różne sposoby,
potrawy regionalnecassoulet, aligot,
serybeaufort, edam, owczy ser (bryndza).

## Produkcja i handel

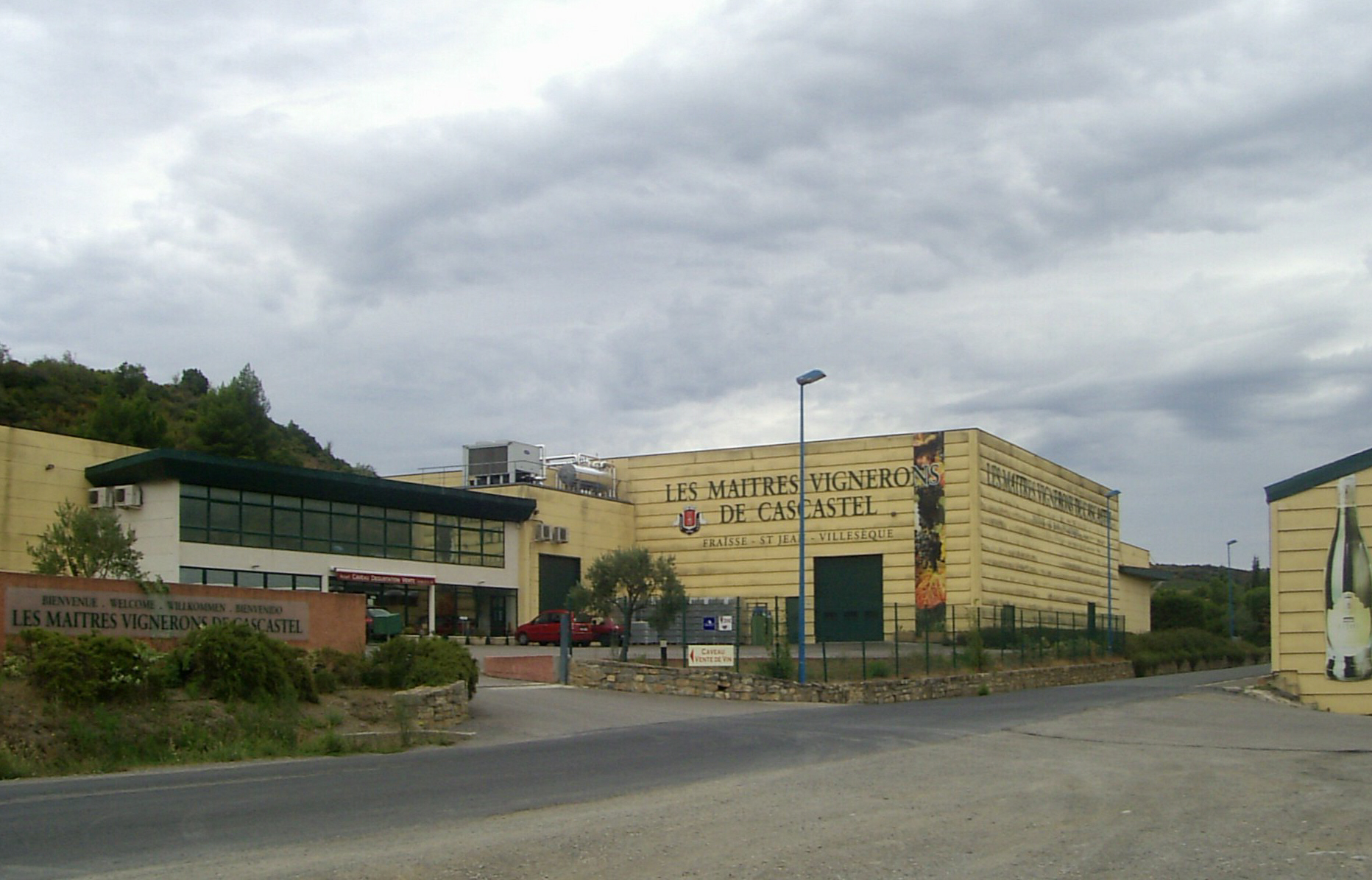
Spółdzielnia w Cascastel
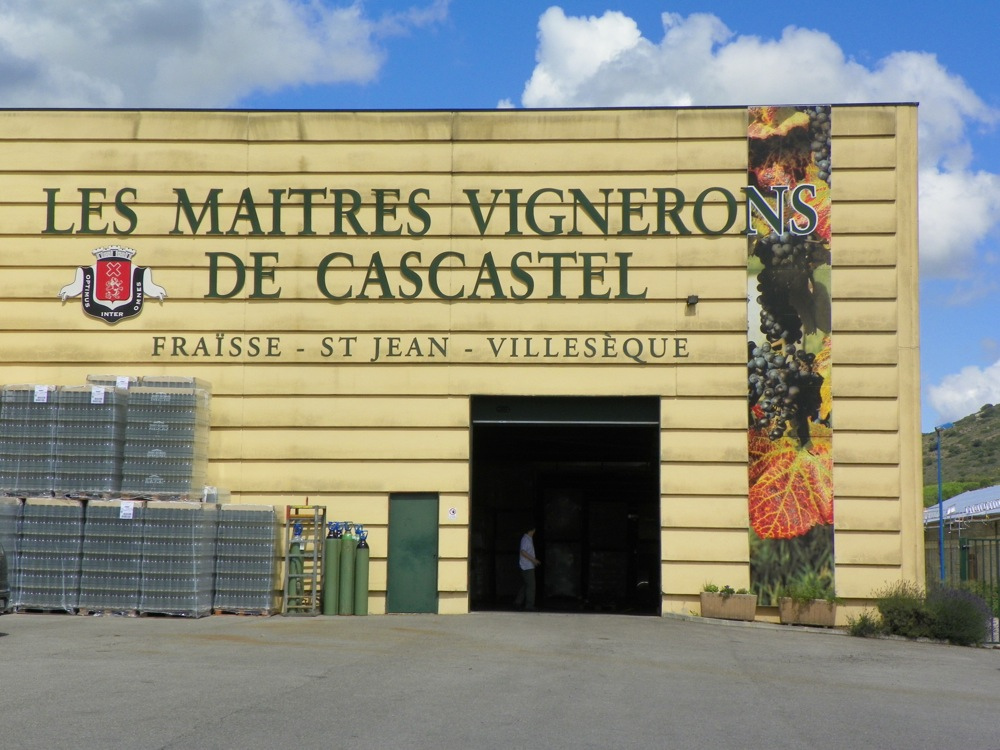
Fasada spółdzielni w Cascastel
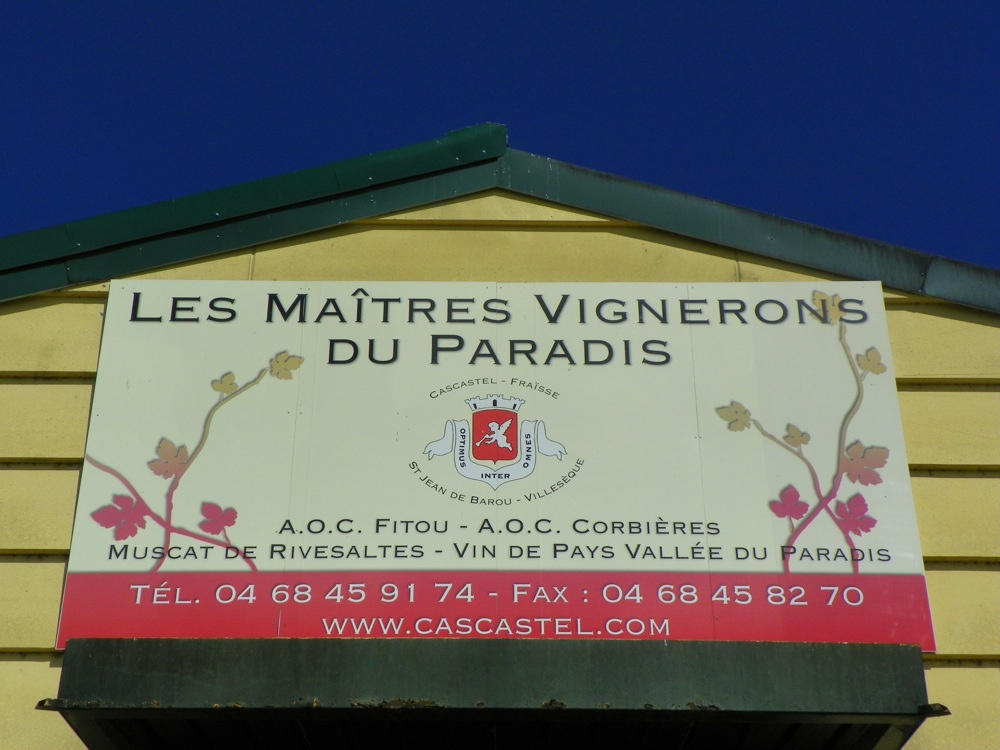
Wytwórnia w Paradis

Wśród 1725 winiarzy w 2005 było 1684 winogrodników i 302 wytwórców wina (261 samodzielnych, 34 spółdzielni i 7 négociants – wytwórców i handlarzy)
Największym producentem jest firma Les Caves Rochère – udział w produkcji całej apelacji przekracza 10%. Największy udział w zbycie ma grupa Val d’Orbieu.